# Murilo Benício
Murilo Benício Ribeiro (Niterói, Rio de Janeiro, Brazil - 13. srpnja 1971.) je brazilski glumac. Tijekom svoje karijere bio je dobitnik mnogih nagrada.

## Životopis

### Karijera
Murilo Benício je karijeru započeo ulogom Fabrícija u TV seriji Fera Ferida 1993. godine. Godine 1995. glumio je u TV seriji Irmãos Coragem. Tijekom 1996. i 1997. godine sudjelovao je u TV serijama Vira Lata, A Justiceira, A Comédia da Vida Privada i Por Amor, te u filmovima O Monge e a Filha do Carrasco , Decisão i Os Matadores. Godine 1998. utjelovio je Antônija Mourãoa u TV seriji Meu Bem-Querer. Tijekom 1999. i 2000. godine sudjeluje u filmovima Orfeu, Woman on Top i Até que a Vida nos Separe. Godine 2001. sudjeluje u telenoveli Klon gdje tumači čak tri lika, Dioga Ferraza, Lucasa Ferraza i Léa. Godine 2003. postaje Máiquel u filmu O Homem do Ano, a 2004. godine glumi u filmu Sexo, Amor e Traição, te u TV seriji Chocolate com Pimenta. Godine 2005. tumači Tiãoa u telenoveli América, a 2006. godine dobiva uloge u filmovima Seus Problemas Acabaram!!! i Paid. Tijekom sljedećih godina ostvaruje još brojne televizijske i filmske uloge.

### Privatni život
Murilo je sin Berenice Benício i Márija Ribeira, te ima tri brata po imenu Mário, Marco Antônio i Marcelo.
Glumica Alessandra Negrini je Murilu u gradu São Paulu u Brazilu 16. prosinca 1996. godine rodila sina. Par se rastao 1998. godine.
S glumicom Giovannom Antonelli, s kojom je glumio u telenoveli Klon, bio je u vezi pet godina, a ona mu je 24. svibnja 2005. godine rodila sina, Pietra. Sada se pravnim putem bore za skrbništvo na sinom. Giovanna se udala za Amerikanca i želi otići živjeti u SAD, a Murilo želi da mu sin i dalje živi u Brazilu.

## Filmografija

### Televizijske uloge
| Godina        | Naslov                    | Uloga                             |
| ------------- | ------------------------- | --------------------------------- |
| 2012.         | Avenida Brasil            | Tufão                             |
| 2010.         | Ti Ti Ti                  | Ariclenes Martins                 |
| 2009. – 2010. | Força-Tarefa              | Tenente Wilson                    |
| 2008. – 2009. | A Favorita                | Dodi Fontana                      |
| 2008. – 2011. | Episódio Especial         | Murilo Benício                    |
| 2006. – 2007. | Pé na Jaca                | Artur                             |
| 2005.         | América                   | Tião                              |
| 2003. – 2004. | Chocolate com Pimenta     | Danilo                            |
| 2001.         | O Clone                   | Diogo Ferraz / Lucas Ferraz / Léo |
| 2001.         | Os Normais                | Tato                              |
| 2000. – 2001. | Brava Gente               | João / Vilela                     |
| 2000.         | Esplendor                 | Cristovão Rocha                   |
| 1999.         | Você Decide               | -                                 |
| 1998.         | Meu Bem-Querer            | Antônio Mourão                    |
| 1997.         | Por Amor                  | Leonardo Mota                     |
| 1997.         | A Justiceira              | Juninho                           |
| 1996.         | Vira Lata                 | Bráulio Viana                     |
| 1995. – 1997. | A Comédia da Vida Privada | Chico / Marco Antônio             |
| 1995.         | Irmãos Coragem            | Juca Cipó                         |
| 1993.         | Fera Ferida               | Fabrício                          |

### Filmske uloge
| Godina | Naslov                        | Uloga            |
| ------ | ----------------------------- | ---------------- |
| 2007.  | Inesquecível                  | Diego Borges     |
| 2006.  | Paid                          | Michel           |
| 2006.  | Seus Problemas Acabaram!!!    | Botelho Pinto    |
| 2004.  | Sexo, Amor e Traição          | Carlos           |
| 2003.  | O Homem do Ano                | Máiquel          |
| 2001.  | Amores Possíveis              | Carlos           |
| 2000.  | Até que a Vida nos Separe     | Tonho            |
| 2000.  | Woman on Top                  | Toninho Oliveira |
| 1999.  | Orfeu                         | Lucinho          |
| 1997.  | Os Matadores                  | Toninho          |
| 1997.  | Decisão                       | Roberto          |
| 1996.  | O Monge e a Filha do Carrasco | Abrosius         |